# Норкинская волость (Псковская область)
Норкинская волость (до 1995 года — Норкинский сельсовет) — упразднённая в 2005 году административно-территориальная единица 3-го уровня и муниципальное образование со статусом сельского поселения в Опочецком районе Псковской области России.
Административный центр — деревня Норкино.

## География
Границы территории Норкинского сельского Совета  не изменялись с момента образования в  1968 году. На северо-востоке граничил  с Духновским сельсоветом, на северо-западе – Любимовским сельским Советом, на севере – Болготовским, на юго-западе – Глубоковским и западе – Звонским сельсоветами. На востоке Норкинский сельсовет граничил с Пустошкинским районом.
Территория волости составляла 176 квадратных километров.
Одно из самых больших по площади в районе озер - «Каменное», площадью 870 га, глубина его от 3 до 7 метров.

## История
Решением Псковского облисполкома от 26 марта 1968 года № 129 образован Норкинский сельсовет из части территорий Глубоковского и Любимовского сельсоветов.
Распоряжением администрации Опочецкого района от № 3-р 28.11.1991 г. ликвидирован исполком Норкинского сельского Совета народных депутатов и образована администрация Норкинского сельского Совета народных депутатов на основании постановления Верховного Совета РСФСР от 6 июля 1991 года, п.3 «О порядке введения в действие Закона РСФСР «О местном самоуправлении».
Во исполнение Указа Президента РФ от 09.10.1993 г. № 1617 «О реформе представительных органов власти и органов местного самоуправления в РФ», распоряжением Администрации области от 11.10.1993 года 465-р и распоряжением Администрации Опочецкого района № 580-р от 12.10.1993 года ликвидирован Норкинский сельский Совет народных депутатов и образована Норкинская сельская администрация Опочецкого района.
На основании Постановления Администрации области от 26.01.1995г. № 56 и распоряжения Администрации Опочецкого района от 24.08.1995г. № 473-р Норкинская сельская администрация переименована в администрацию Норкинской волости Опочецкого района с центром в деревне Норкино.
Законом Псковской области от 28 февраля 2005 года территория упразднённой Норкинской волости была включена в Глубоковскую волость.
Собрание депутатов решением от 20.10.2005 года (принято на 34-м заседании Собрания депутатов) дало согласие на ликвидацию с 31 декабря 2005 года органа местного самоуправления Опочецкого района – Администрации Норкинской волости. С января 2006 года Норкинская волость территориально вошла в муниципальное образование сельское поселение «Глубоковская волость».

## Состав
По сведениям на 1 января 1988 года в состав Норкинского сельсовета входили следующие населенные пункты:  Артюхово, Бабкино, Белохребтово, Богданцево, Богры, Боталово, Быстрино, Ведерниково, Веришино, Воротово, Воронино, Вындино, Глистенец, Гребени, Дорошово, Екимово, Елдино, Еловка, Зуйково, Иванцево, Каленидово, Каменно, Киселево, Коровкино, Красихино, Кухново, Лаврихино, Лежовка, Лужицы, Меленка, Мызгайлово, Новины, Норкино, Панино, Платоны, Подгорье, Рыково, Рясино, Самсониха, Скоморохово, Смешово, Сорокино, Степаньково, Столбово, Стрелено, Тараскино, Терехово, Ханево, Харитоново, Шерехово, Шишово, Юрьево, Ястребово.

## Население
К 1995 году в каждой четвертый из 52 деревней волости не было жителей, проживающих на постоянной основе (Белохребтово, Богданчево, Вершинино, Гребени, Дорошово, Зуйково, Киселево, Лаврихино, Новины, Рыково, Стрелено, Терехово, Харитоново).

## Инфраструктура
На территории Норкинской волости были расположены общеобразовательная школа, детский сад, библиотека, клуб, медицинский пункт, магазин Опочецкого районного потребительского общества, отделение связи.